# アケボノゾウ

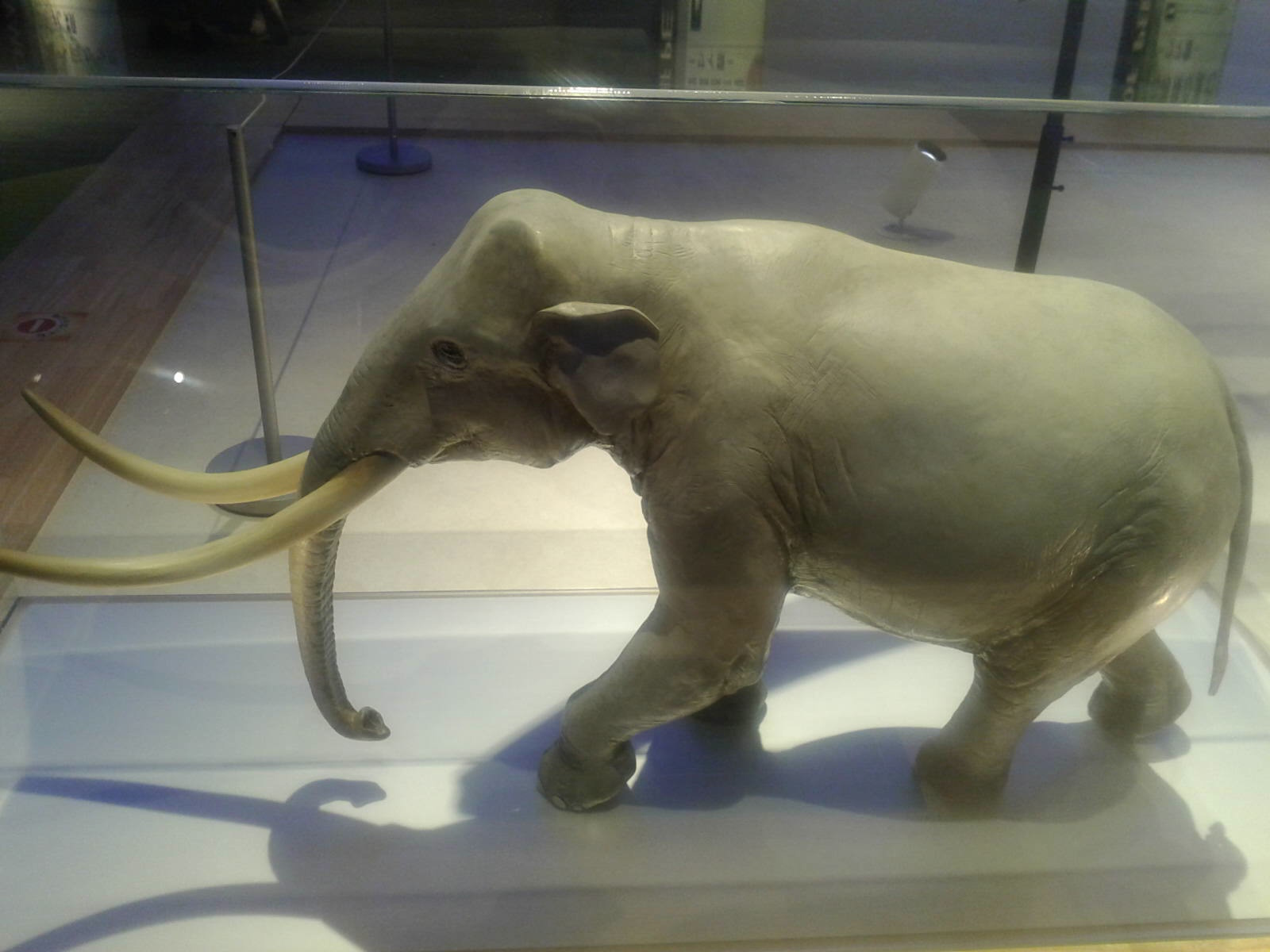
アケボノゾウの復元模型（のんほいパーク蔵）

アケボノゾウ（Stegodon aurorae）は、250万年前 - 70万年前（後期鮮新世 - 中期更新世）に生息していた古代ゾウ。関東から九州北部まで、日本の各地で化石が発見されている。

## 特徴
体高2メートル、全長4メートル前後と比較的小型のゾウで、現生のアジアゾウやアフリカゾウと比べて胴が長く足が短い。1.8メートルほどの長い牙を狭い間隔で持ち、牙の間に鼻が入ることはなかったと予想される。足跡化石は骨格に対応した小さなものだが、牙の重さのために身体の前半分に体重を掛けて歩いていた。
日本でのタイプ標本は石川県印辰山層から出土したaurorae Matsumoto。幅があり平らな頭頂部、長くまっすぐな牙を特徴とし、細長い大臼歯は他のステゴドンにない強いねじれを持つ傾向がある。
大陸のコウガゾウとほぼ同時期のミエゾウが日本が大陸から分かれたのち、環境に適応して小型化（矮小化）したものと推定されている。現在のところ大陸には化石記録が無いことから、日本固有種であると考えられる。
本種と共に出土する植物の種や花粉、樹木の化石から、当時の生息環境は寒冷で湿潤な気候だったと明らかになりつつある。

## 種の再分類
原記載ではアジアゾウ属Elephasとされ、のちにパラステゴドン属Parastegodonのタイプ種とされた。一方で形態的特徴はステゴドン属の範囲に含まれるものとされ、この属はステゴドン属のシノニムとみなされている。
日本の古代ゾウのうち、カントウゾウ（S. kwantoensis）、スギヤマゾウ（S. sugiyamai）、アカシゾウ（S. akashiensis）、インフリークエンスゾウ（S. infrequens）はアケボノゾウと同種であることが大阪市立自然史博物館学芸課長の樽野博幸の研究によって判明し、学名の先取権に基づいて1991年に本種にまとめられた。また、この調査で従来ショウドゾウ（S. shodoensis）とされていた標本の一部がアケボノゾウだったことが判明した。

## 発掘と分類

### アケボノゾウとして
- 1918年 - 松本彦七郎博士が本種をアケボノゾウ（Stegodon aurorae）と命名。模式標本は石川県戸室山で発見された右上第二大臼歯[18][19]。
- 1954年 - 三重県員弁郡藤原町（現在のいなべ市）でほぼ一頭分の化石を発見。「上之山田標本」と命名されゾウ化石研究の基準の一つになる[20]。
- 1975年 - 埼玉県狭山市の入間川河床で発掘されたメタセコイア化石林の周辺調査で、埼玉県立自然の博物館が左岸の崖から大臼歯と骨片を発見。狭山にこの種のゾウが生息していたことが初めて確認された[21]。
- 1985年 - 1975年の発掘地点で再調査が行われ[21]、完全な形で骨格化石を発見。県指定文化財[22]。
- 1989年 - 大阪府富田林市の石川において100万年前の大阪層群からアケボノゾウの足跡化石が発見された[23]。
- 1991年 - 埼玉県入間市の入間川河床で約150万年前のアケボノゾウの足跡化石が発見された[24]。
- 1993年 - 滋賀県犬上郡多賀町でほぼ完全な形の全身骨格の化石を発見。「多賀標本」と命名され、1999年に開園した多賀町立博物館に展示された。2022年に国の天然記念物（地質・鉱物）に指定[25]。
- 1999年 - 東京都昭島市拝島町で足跡の化石が発見された[26]。多摩川で発見されたのは初。

### アカシゾウとして
- 1929年 - 明石市林崎近辺で蝦蟇石と呼ばれていたものがゾウの化石と判明し、地元で収集熱が盛んになる。最大の収集者は明石女子師範学校の倉橋一三教諭[27]。
- 1936年 - 兵庫県明石市林崎粘土層から発見された大臼歯を研究した高井冬二博士がアカシゾウ（Parastegodon akashiensis）と命名[28]。高井はこの種をステゴドン科（Stegodontidae）とゾウ科(Elephantidae)の過渡期的な形態と予想した[29]。
- 1960年 - 神戸市の中学生、紀川晴彦が明石市西八木海岸の大阪層群で象牙の化石を発見。その後6年をかけて肋骨、脊椎、腰椎など97点を一人で発掘。発掘地点は明石原人発見の地から約200メートル東の崖[30]。
- 1966年 - 大阪市立自然科学博物館（現・大阪市立自然史博物館）を中心にしたチームで紀川少年の発掘地点の再調査を実施。現場では護岸工事が始まっており、建設会社も発掘に協力。発掘された化石骨は紀川標本と命名され、全身骨格標本として復元したうえで大阪市立自然史博物館に展示[31]。
- 1987年 - 兵庫県神戸市西区伊川谷町の造成地で象牙や頭骨、肋骨などを発見。発掘当時はアカシゾウと同定。1991年より神戸市埋蔵文化財センターにて展示[9]。

### インフリークエンスゾウとして
- 1926年 - 明石から滝川中学校に通っていた柴田寿栄治が自宅の縁の下にあった石を学校に寄贈し、古代ゾウの下顎骨と臼歯と判明。この化石は家人が海岸から拾い庭池の飾りとしていた[32]。
- 1933年 - 東京帝国大学の高井冬二が卒業論文において標本をインフリークエンスゾウ（Parastegodon infreguens）として発表[32][要検証 – ノート]。
- 1933年 - 高井と同時に鹿間時夫が東北帝国大学の卒業論文において標本をタキガワゾウとして発表。高井と鹿間の恩師はいずれも矢部長克博士で東京帝大と東北帝大を兼務していた[32]。

### カントウゾウとして
- 1913年 - 神奈川県都築郡柿生村の崖からゾウの下顎骨と臼歯の化石が発掘される。地層は新第三紀上部鮮新世層[33]。
- 1934年 - 早稲田大学の徳永重康博士が化石をカントウゾウ（Parastegodon kwantoensis）と命名し記載[34]。

### スギヤマゾウとして
- 1926年 - 香川県三豊郡山本町にて水田の開墾中に牙の化石が出土。鑑定した杉山鶴吉氏にちなみ「スギヤマ象牙」と呼称[35]。
- 1933年から1934年 - 香川県三豊郡財田町にて道路工事を行った際、三豊層からゾウの臼歯の化石が出土。他にも肋骨のようなものが出たという[36]。
- 1935年 - 徳永重康博士が臼歯の化石をスギヤマゾウ（Parastegodon sugiyamai）と命名し記載[37]。
- 1970年 - スギヤマ象牙を山本町指定文化財に指定[35]。

#### アカシゾウ
- Fuyuji Takai (1936). “On a New Fossil Elephant from Okubo-mura, Akashi-gun, Hyogo Prefecture, Japan”. Proceedings of the Imperial Academy (Japan Academy) 12 (1):  19-21. doi:10.2183/pjab1912.12.19.
- 亀井節夫「アカシ象のなかまたち」『象のきた道』中央公論社〈中公新書〉、1978年、71-77頁。NDLJP:9670073/41。
- “アケボノゾウ（アカシゾウ）の骨格標本”.   神戸市埋蔵文化財センター (2023年10月8日). 2022年10月8日時点のオリジナルよりアーカイブ。2024年7月14日閲覧。
- “19 アカシ象発掘記 | 第3章 アカシ象のきた道 | 1. 神戸で見つけたのに、なぜ明石象”. デジタル化・神戸の自然シリーズ.   神戸の自然研究グループ. 2024年4月14日時点のオリジナルよりアーカイブ。2024年7月14日閲覧。

#### インフリークエンスゾウ（タキガワゾウ）
- Tokio Shikama (1937). “Parastegodon infrequens sp. nov. from the Akasi District”. Japanese Journal of Geology and Geography (National Research Council of Japan) 14 (2-3):  127-131.
- 佐藤茂樹「タキガワゾウの由来」『兵庫生物』第4巻第1号、兵庫県生物学会、1960年1月、10-11頁。

#### カントウゾウ
- 徳永重康「横濱市及び神奈川縣柿生村發見の象齒化石に就て」『地学雑誌』第46巻第8号、1934年、363-371頁、doi:10.5026/jgeography.46.363。

#### スギヤマゾウ
- Shigeyasu Tokunaga (1935). “A New Fossil Elephant Found in Shikoku, Japan”. Proceedings of the Imperial Academy (Japan Academy) 11 (10):  432-434. doi:10.2183/pjab1912.11.432.
- “山本町の歴史文化財 町指定文化財(2)”.   三豊市. 2024年7月15日時点のオリジナルよりアーカイブ。2024年7月15日閲覧。
- 森合重仁「6. 河内小学校付近の三豊層群」『香川県地学のガイド : 香川県の地質とそのおいたち』コロナ社〈地学のガイドシリーズ10〉、1979年、76-82頁。NDLJP:9670395/43。